# Коваленко Ірина Валеріївна
Ірина Валеріївна Коваленко (нар. 15 лютого 1982, Київ) — українська музикантка, вокалістка гурту «ДахаБраха». Акторка київського театру «Дах». Лауреатка Національної премії України імені Тараса Шевченка 2020 року.

## Життєпис
Ірина Коваленко навчалася у Київському національному університеті культури і мистецтв на кафедрі народно-пісенного виконавства. Під час навчання вона співала у студентському фольклорному ансамблі «Кралиця».
У 2004 році Коваленко увійшла до складу новоствореного гурту «ДахаБраха», що сформувався на основі київського театру «ДАХ». Окрім Ірини до колективу увійшли інші колишні учасниці ансамблю «Кралиця» — Ніна Гаренецька та Олена Цибульська — а також Марко Галаневич.
У 2020 році Коваленко разом з Галаневичем, Гаренецькою та Цибульською у складі гурту «ДахаБраха» стали лауреатами Національної премії України імені Тараса Шевченка, з альбомом «Шлях» здобувши перемогу в номінації «Музичне мистецтво».

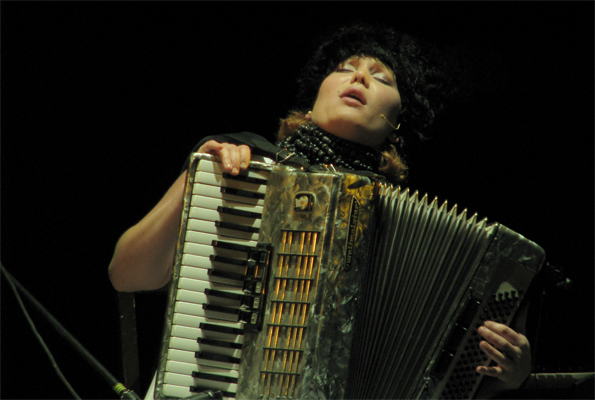
Коваленко у складі «ДахаБраха» у 2009 році.
Ірина Коваленко у складі ДахаБраха у березні 2024 (Сіетл).